# Al-Mundhir
al-Mundhir (arabisch المنذر, DMG al-Munḏir) († 888) war von 886 bis 888 der sechste Emir von Córdoba.
Schon unter seinem Vater Muhammad I. war al-Mundhir der bedeutendste Heerführer des Reiches gewesen und hatte in den letzten Lebensjahren seines Vaters schon die Regierung im Emirat von Córdoba geführt. 886 trat al-Mundhir die Nachfolge seines Vaters an. Er verstärkte den Kampf vor allem gegen die Aufständischen unter Umar ibn Hafsun im Süden von Andalusien.
Im Juli 888 fiel er bei der Belagerung der Festung Bobastro in der Nähe von Málaga. Nachfolger wurde sein jüngerer Bruder Abdallah.